# Yuriy Borzakovskiy
Yuriy Mikhailovich Borzakovskiy (en russe : Юрий Михайлович Борзаковский, né le 12 avril 1981 à Kratovo) est un athlète russe spécialiste du 800 mètres. En avril 2015, il est nommé entraîneur de l'équipe d'athlétisme russe.

## Biographie

### Débuts
Il remporte son premier succès international à l'âge de dix-huit ans à l'occasion des Championnats d'Europe juniors 1999 de Riga. En début d'année suivante, à seulement 18 ans, il se révèle au plus haut niveau parmi les seniors en réalisant 1 min 44 s 35 en salle, avant de s'imposer lors des Championnats d'Europe en salle en devançant de près d'une demi-seconde le champion olympique allemand Nils Schumann. Sélectionné pour les Jeux olympiques de Sydney, il ne termine que sixième de la finale du 800 m après avoir fait une erreur tactique dans le dernier tour. Son temps de 1 min 44 s 33 lors de cette finale demeure la meilleure performance européenne pour un junior mais n'est pas ratifiée comme record d'Europe junior par l'EAA, de même que son 2 min 17 s 40 sur 1 000 m couru un peu plus tôt la même année à Nice.

### Champion du monde en salle
En début de saison 2001, Yuriy Borzakovskiy établit la meilleure performance de sa carrière en salle en 1 min 44 s 15 à l'occasion du meeting de Karlsruhe. Il s'adjuge ensuite le titre des Championnats du monde en salle se déroulant début mars à Lisbonne. Auteur de 1 min 44 s 49 en finale, le Russe devance le Sud-Africain Johan Botha et le Suisse Andre Bucher. Le 24 août, Borzakovskiy remporte le meeting de Bruxelles dans le temps de 1 min 42 s 47, devenant alors le cinquième meilleur athlète de tous les temps sur la distance derrière Wilson Kipketer, Sebastian Coe, Joaquim Cruz et Sammy Koskei. Meilleur performeur mondial de l'année 2001, il s'incline néanmoins face à André Bucher lors de la Finale du Grand Prix disputée en fin de saison à Melbourne. Décidant de s'aligner sur la distance du 400 mètres lors des Championnats d'Europe 2002 de Munich, le Russe termine septième de sa demi-finale dans le temps de 46 s 04.

### Titre olympique

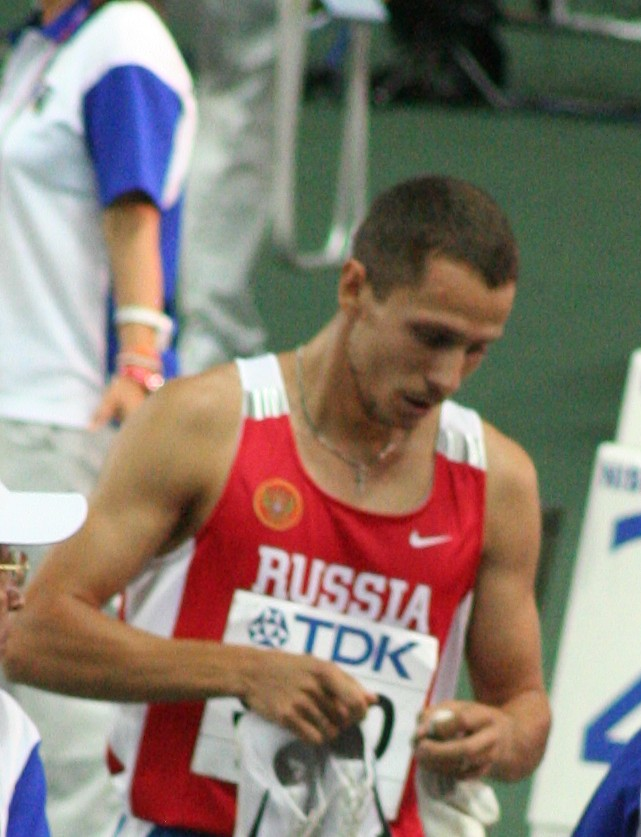
Yuriy Borzakovskiy se classe troisième des Championnats du monde de 2007

Le Russe retrouve sa distance fétiche du 800 m dès l'année suivante. Figurant parmi les favoris des Championnats du monde de Paris-Saint-Denis, Yuriy Borzakovskiy se classe deuxième de la finale en 1 min 44 s 84, terminant à un centième de seconde seulement de l'Algérien Djabir Saïd-Guerni. Il obtient le plus grand succès de sa carrière durant la saison 2004 en remportant le titre des Jeux olympiques d'Athènes en 1 min 44 s 45. Il devance le Sud-Africain Mbulaeni Mulaudzi et le Danois Wilson Kipketer après avoir lancé son accélération à l'entame de la dernière ligne droite. Aux Championnats du monde 2005 d'Helsinki, le natif de Kratovo s'incline de peu face au néo-Bahreïnien Rachid Ramzi, obtenant sa deuxième médaille d'argent consécutive dans cette compétition. Il termine troisième de la finale mondiale de l'IAAF disputée en fin de saison à Monaco. 
Troisième des Championnats du monde en salle 2006 de Moscou, Yuriy Borzakovskiy obtient ce même résultat lors des Championnats du monde 2007 d'Osaka, s'inclinant face au Kényan Alfred Yego et au Canadien Gary Reed. Il réalise son meilleur temps depuis la saison 2001 peu avant les Jeux olympiques de 2008 en s'imposant lors du Meeting Herculis de Monaco en 1 min 42 s 79, mais ne parvient à confirmer son état de forme à Pékin en quittant la compétition au stade des demi-finales (1 min 46 s 53).
En mars 2009, Yuriy Borzakovskiy remporte les Championnats d'Europe en salle de Turin devant l'Espagnol Luis Alberto Marco neuf ans après son premier titre. Figurant parmi les prétendants au podium des Championnats du monde de Berlin, le Russe se classe finalement quatrième de la finale avec le temps de 1 min 45 s 57, échouant à dix-huit centièmes de la médaille de bronze. Il remporte le 800 m des Championnats d'Europe par équipes 2010 et permet à la Russie d'occuper la première place du classement général final. Il met cependant prématurément fin à sa saison sur blessure et ne participe pas aux Championnats d'Europe de Barcelone.
Le Russe se distingue en juillet 2011 lors du Mémorial Znamensky de Joukovski en remportant le 800 m en 1 min 43 s 99, meilleure performance européenne de la saison et meilleur temps personnel depuis la saison 2009.

### Champion d'Europe
En 2012, Yuriy Borzakovskiy remporte son premier titre continental en plein air en s'assurant la victoire sur 800 m aux Championnats d'Europe d'Helsinki. Il devance avec le temps de 1 min 48 s 61 le Danois Andreas Bube et le Français Pierre-Ambroise Bosse. 
En novembre 2013, après son forfait aux championnats du monde, à 32 ans, il annonce sa retraite sportive, en même temps que sa compatriote Olga Kaniskina.

## Style
A la manière de Dave Wottle - champion olympique de Munich en 1972 - Yuriy Borzakovskiy avait coutume de se laisser déporter en queue de peloton lors des premiers hectomètres en misant sur sa régularité d'allure et ses qualités de finisseur pour remonter son retard progressivement jusqu'à la tête de course, comme ce fut le cas notamment lors de son sacre olympique d'Athènes en 2004. 

## Palmarès
| Année | Compétition                       | Lieu          | Place | Temps         |
| ----- | --------------------------------- | ------------- | ----- | ------------- |
| 1999  | Championnats d'Europe juniors     | Riga          | 1er   | 1 min 50 s 38 |
| 2000  | Championnats d'Europe en salle    | Gand          | 1er   | 1 min 47 s 92 |
| 2000  | Jeux olympiques                   | Sydney        | 6e    | 1 min 45 s 83 |
| 2001  | Championnats du monde en salle    | Lisbonne      | 1er   | 1 min 44 s 49 |
| 2001  | Finale du Grand Prix              | Melbourne     | 2e    | 1 min 46 s 78 |
| 2003  | Championnats du monde             | Paris         | 2e    | 1 min 44 s 84 |
| 2004  | Jeux olympiques                   | Athènes       | 1er   | 1 min 44 s 45 |
| 2005  | Championnats du monde             | Helsinki      | 2e    | 1 min 44 s 51 |
| 2005  | Finale mondiale                   | Monaco        | 3e    | 1 min 47 s 18 |
| 2006  | Championnats du monde en salle    | Moscou        | 3e    | 1 min 47 s 38 |
| 2007  | Championnats du monde             | Osaka         | 3e    | 1 min 47 s 39 |
| 2009  | Championnats d'Europe en salle    | Turin         | 1er   | 1 min 48 s 55 |
| 2009  | Championnats du monde             | Berlin        | 4e    | 1 min 45 s 57 |
| 2009  | Finale mondiale                   | Thessalonique | 5e    | 1 min 46 s 04 |
| 2010  | Championnats d'Europe par équipes | Bergen        | 1er   | 1 min 45 s 41 |
| 2011  | Championnats du monde             | Daegu         | 3e    | 1 min 44 s 49 |
| 2012  | Championnats d'Europe             | Helsinki      | 1er   | 1 min 48 s 61 |

## Records
| Épreuve       | Performance   | Lieu      | Date            |
| ------------- | ------------- | --------- | --------------- |
| 800 m         | 1 min 42 s 47 | Bruxelles | 24 août 2001    |
| 800 m (salle) | 1 min 44 s 15 | Karlsruhe | 27 janvier 2001 |